# Niinikko (ö, lat 62,64, long 28,74)
Niinikko är en ö i Finland. Den ligger i sjön Juojärvi och i kommunen Heinävesi i den ekonomiska regionen  Nyslotts ekonomiska region  och landskapet Södra Savolax, i den sydöstra delen av landet, 300 km nordost om huvudstaden Helsingfors. Öns area är 3,1 hektar och dess största längd är 280 meter i öst-västlig riktning.